# Upside Down
"Upside Down" é uma canção do músico norte-americano Jack Johnson. A música é a primeira faixa do álbum Sing-A-Longs and Lullabies for the Film Curious George, lançado em fevereiro de 2006. A canção também foi lançada como single em fevereiro de 2006. A canção chegou a posição #38 na Billboard Hot 100 e é atualmente o maior sucesso de Johnson nos EUA. Lançada como single no Reino Unido em 22 de maio de 2006, a canção estreou na posição #45 no UK Singles Chart um dia antes da canção ser liberada via downloa. Na semana seguinte, a canção se tornou o segundo compacto de Jack Johnson a chegar ao UK Top 40, na posição #30. A canção foi certificada Platina nos EUA pela RIAA depois de vender mais de 1 milhão de cópias. No Brasil, a canção foi certificada Ouro pela ABPD ao atingir a marca de 50 mil downloads legais pela internet.

## Faixas

### CD single
1. "Upside Down"
2. "Breakdown"

## Paradas musicais
| Paradas (2006)                              | Melhor posição |
| ------------------------------------------- | -------------- |
| Ö3 Austria Top 40                           | 36             |
| Brasil (ABPD)                               | 9              |
| Canadá Singles Chart                        | 9              |
| República Checa (Rádio Top 100)             | 53             |
| Alemanha Media Control Charts               | 54             |
| Japão Oricon Singles Chart                  | 20             |
| Países Baixos Mega Single Top 100           | 56             |
| Nova Zelândia RIANZ Singles Chart           | 22             |
| UK Singles Chart                            | 30             |
| Estados Unidos Billboard Hot 100            | 38             |
| Estados Unidos Billboard Modern Rock Tracks | 25             |